# Вівторок (фільм)
Вівторок (англ. Tu£sday) — низькобюджетний англійський фільм-пограбування 2008 року, дія якого відбувається у 1980-х. Головні ролі виконали Джон Сімм, Філіп Ґленістер, Ешлі Волтерс та Кевін Макнеллі. Прем'єра фільму відбулася 10 жовтня 2008 року у Великій Британії.

## Синопсис
Сюжет обертається навколо пограбування діаманту, яке одночасно задумали здійснити три групи злочинців: чотири досвідчені крадії, двоє чарівних працівниць банку та жебрак передпенсійного віку. Фільм являє собою зібрання флешбеків зі спогадів різних підозрюваних. Двоє детективів повинні зібрати всі ці історії воєдино та з'ясувати, хто ж насправді викрав із банківського сейфу Мейдан-і-Нур — діамант розміром з кулак.

## У ролях
- Філіп Ґленістер — Ерп
- Джон Сімм — Сілвер
- Ешлі Волтерс[en] — Біллі
- Крістіан Солімено — Батч
- Кевін МакНеллі — Джеррі
- Ділан Браун — Томас
- Кейт Меґовен[en] — Енджі
- Кірсті Мітчелл — Саманта
- Алекс Макквін — містер Джейкобс
- Лінал Гафт[en] — Вільям
- Джеймс Барріскейл[en] — детектив Гарді
- Бет Ґоддард[en] — Гелен
- Еміль Марва[en] — Радж
- Маріна Фіорато[en] — місіс Джонс

## Виробництво
Фільм було написано, продюсовано та зрежисовано Сашею Беннетом. Деякі учасники акторського складу Вівторка уже працювали разом до цього: у короткометражному фільмі Devilwood, або у серіалі Життя на Марсі. Фільм було знято за 16 днів.